# Töölönlahti
Töölönlahti (en suédois : Tölöviken), (signifiant en français : La baie de Töölö ) est une baie maritime dans le quartier de Töölö à Helsinki en Finlande.

## Description

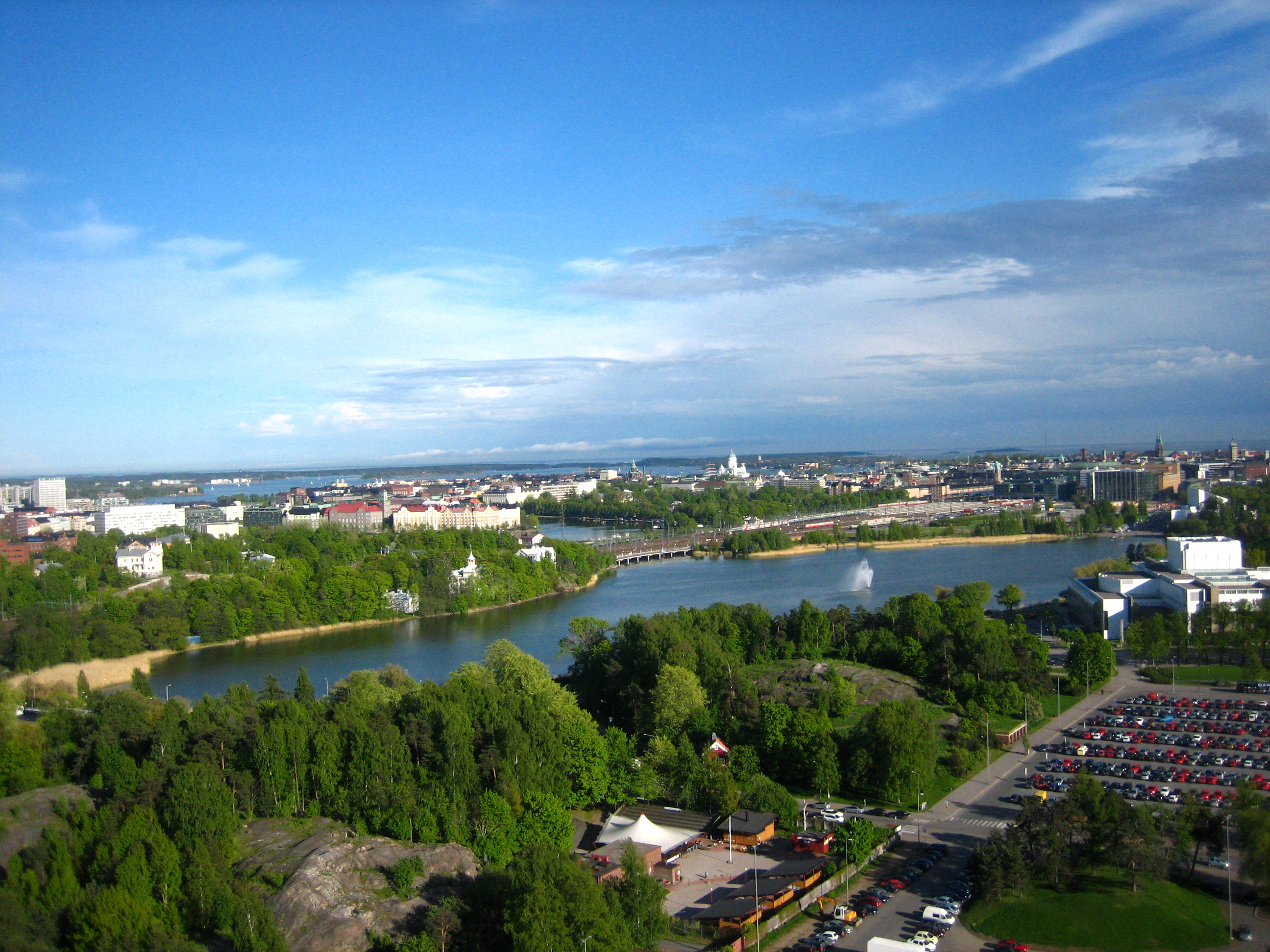
La baie Töölönlahti vue de la tour du stade olympique

La baie est située au nord du centre ville et au sud du Parc central d'Helsinki. Sur sa rive occidentale on trouve l'Opéra national de Finlande, le Palais Finlandia et entre les deux le Parc d'Hesperia. En 2018, la nouvelle bibliothèque centrale d'Helsinki Oodi a ouvert ses portes à proximité de la baie.
Töölönlahti est en contact avec la mer par un détroit dont les parties sont appelées Kruunuvuorenselkä, Siltavuorensalmi, Kaisaniemenlahti et Eläintarhanlahti. Entre Eläintarhanlahti et Töölönlahti il y a un talus ferroviaire sous lequel passe un étroit chenal.
La rive septentrionale de Töölönlahti est longée par la rue Helsinginkatu qui sépare la baie du parc Eläintarha et du jardin d'hiver d'Helsinki.
Une piste longue de 2,2 kilomètres  pour les piétons et les cyclistes entoure la baie de Töölönlahti.
Jusqu'aux années 1980, la zone au sud de Töölönlahti est occupée par une gare de triage où se trouvent les magasins des Chemins de fer finlandais.
En quelques décennies, l'urbanisation de cette zone a suscité des projets comme celui de Alvar Aalto et des concours d'aménagement urbains.
De nos jours cet espace est occupé en partie par le parc de Töölönlahti et en bordure on a construit Kiasma, Sanomatalo et maison de la Musique d'Helsinki autour de la place du citoyen.
On prévoit aussi de construire sur la rive orientale à côté de la ligne ferroviaire principale .

## Galerie

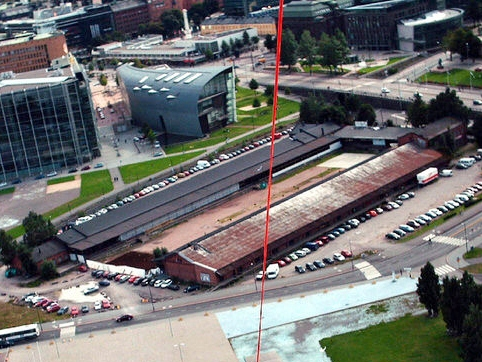
Les magasins ferroviaires en 2005.
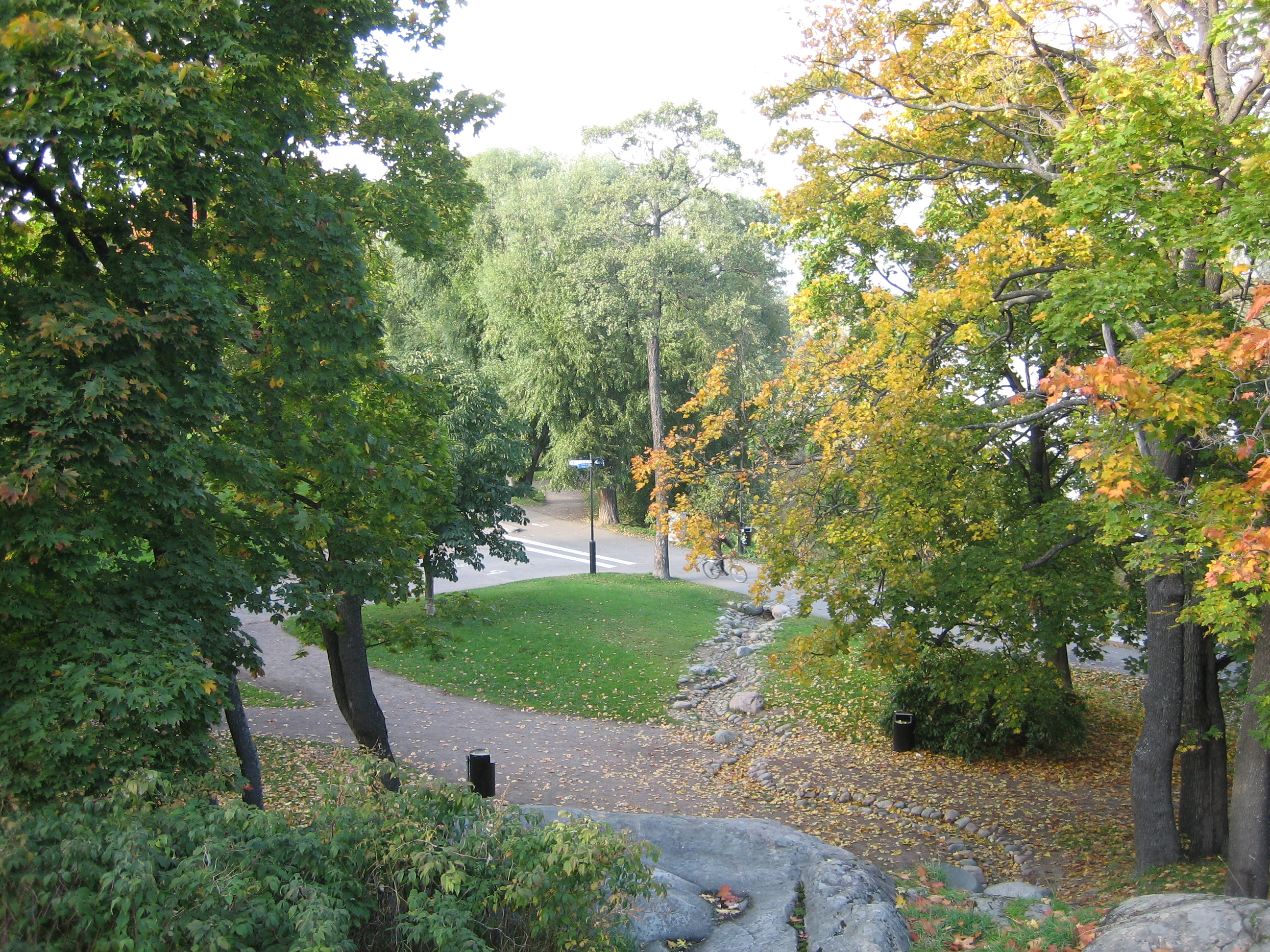
Le Parc d'Hesperia.
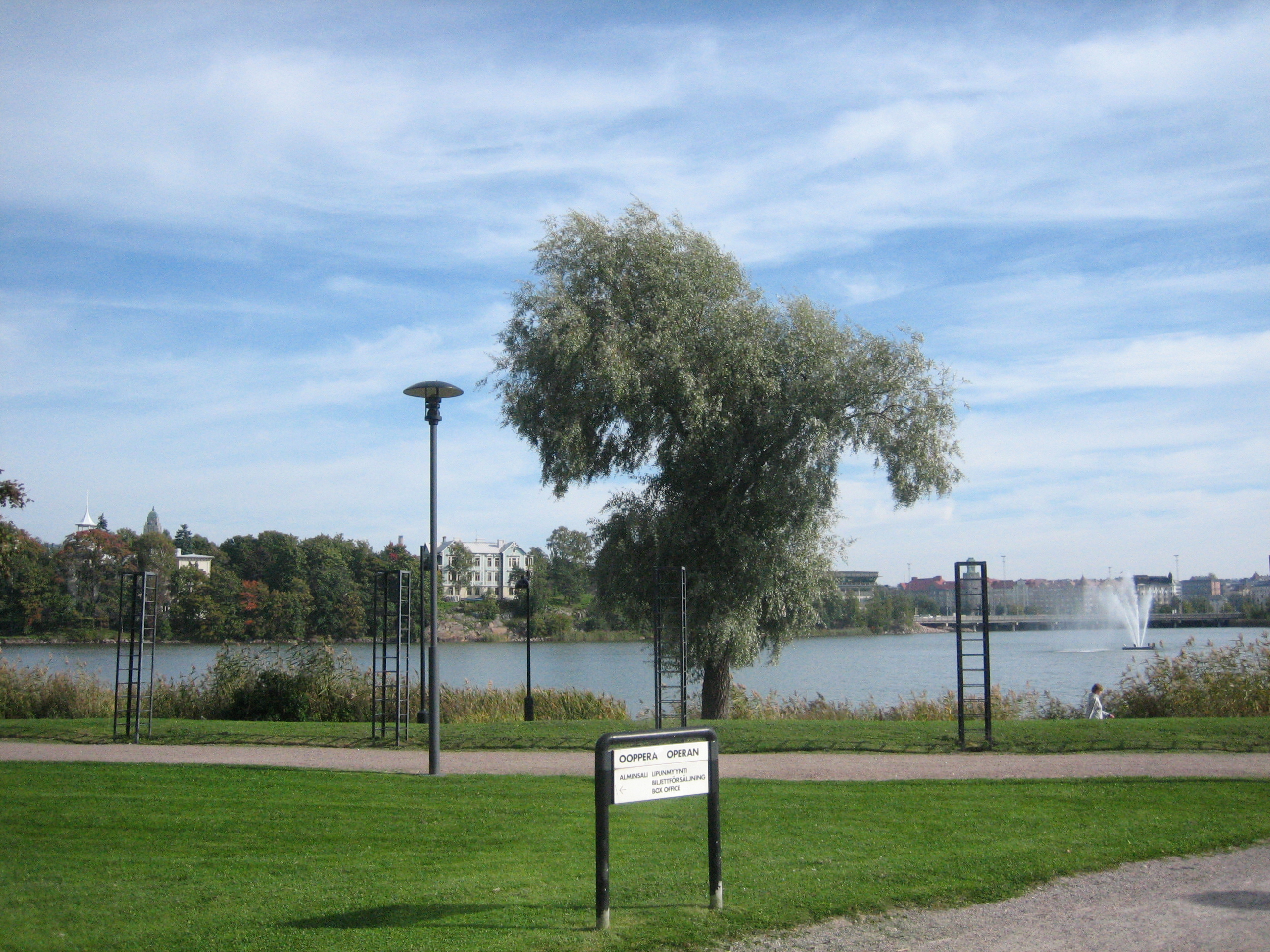
Töölönlahti vu de l'Opéra national de Finlande.
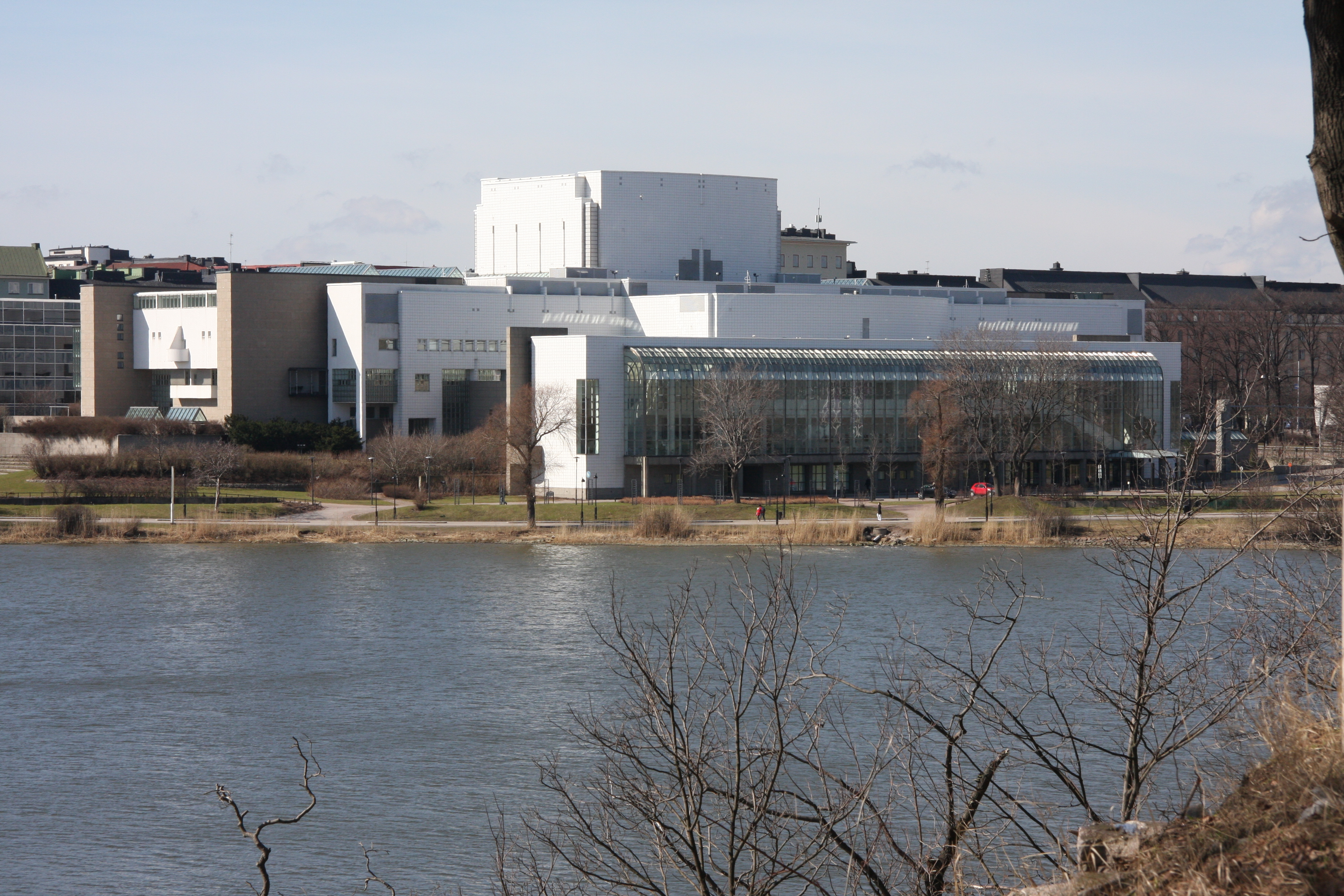
L'Opéra en 2005.

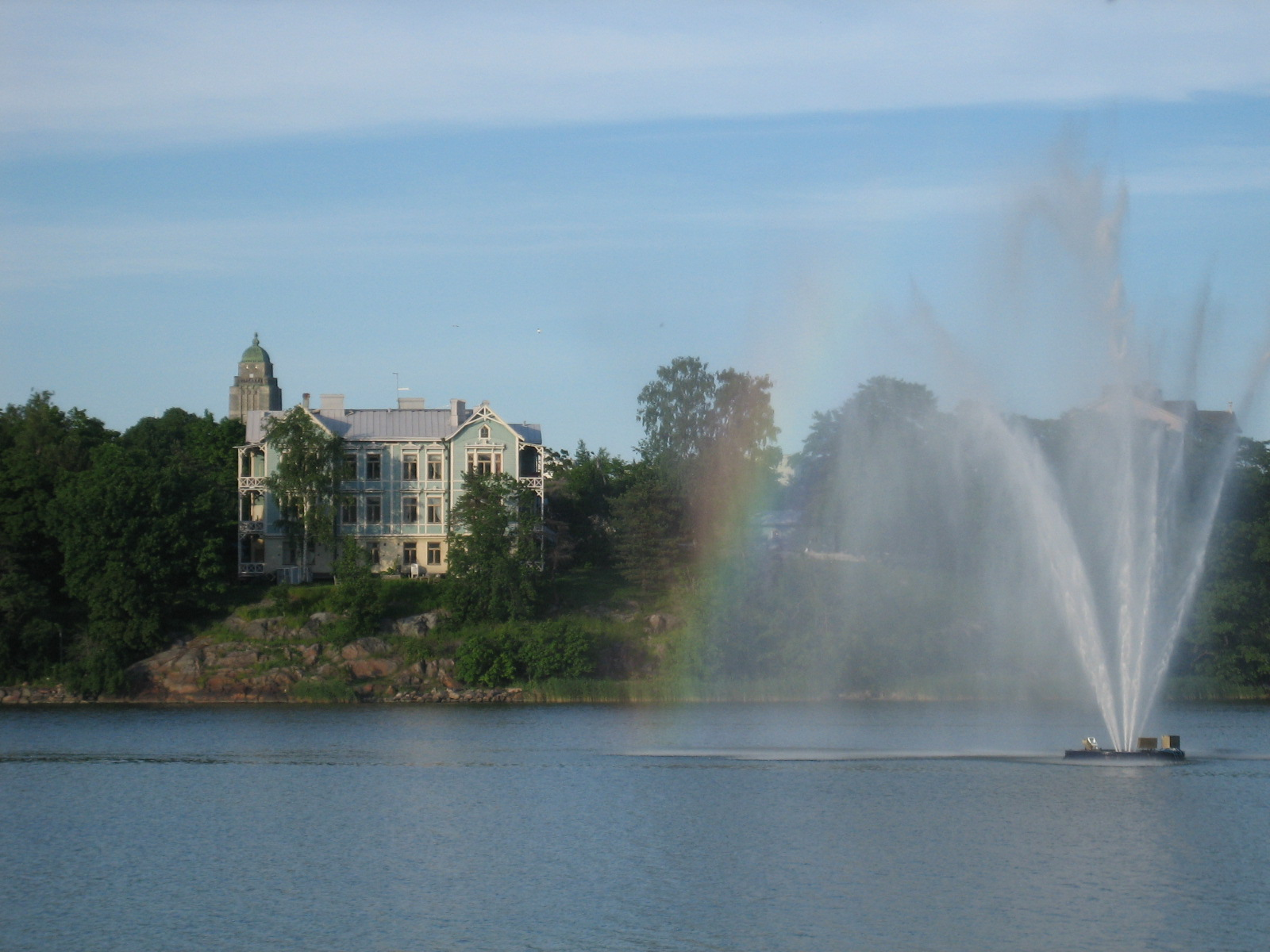
La villa Linnunlaulu au bord de Töölönlahti.
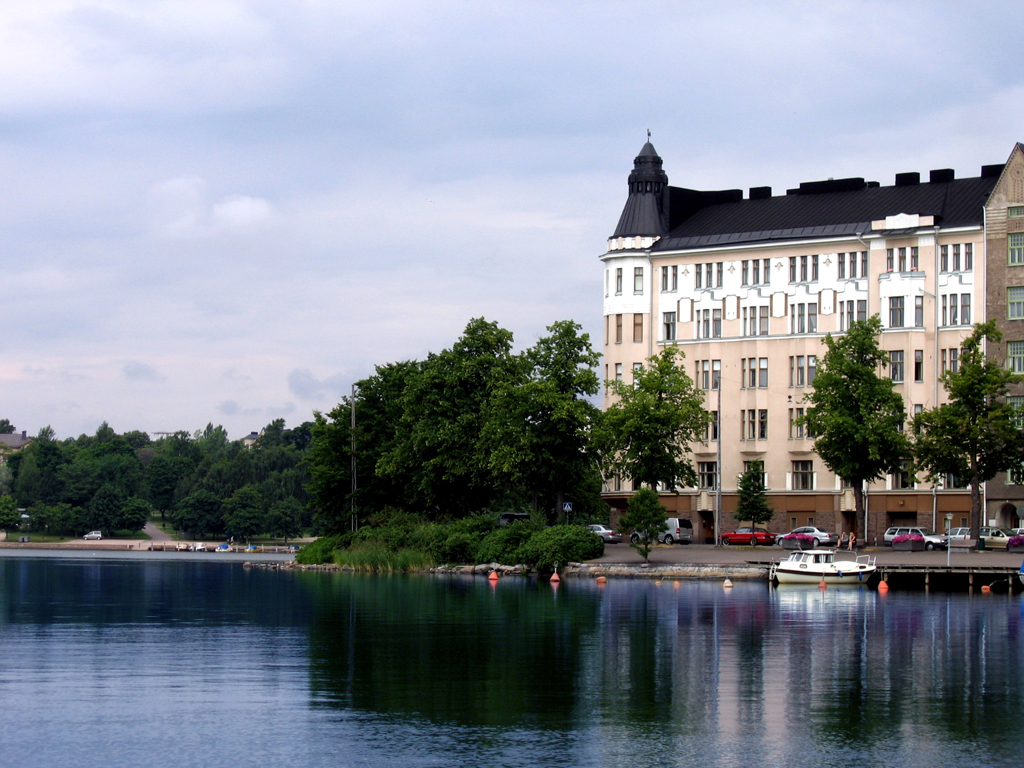
Les baies Kaisaniemenlahti et Eläintarhanlahti.
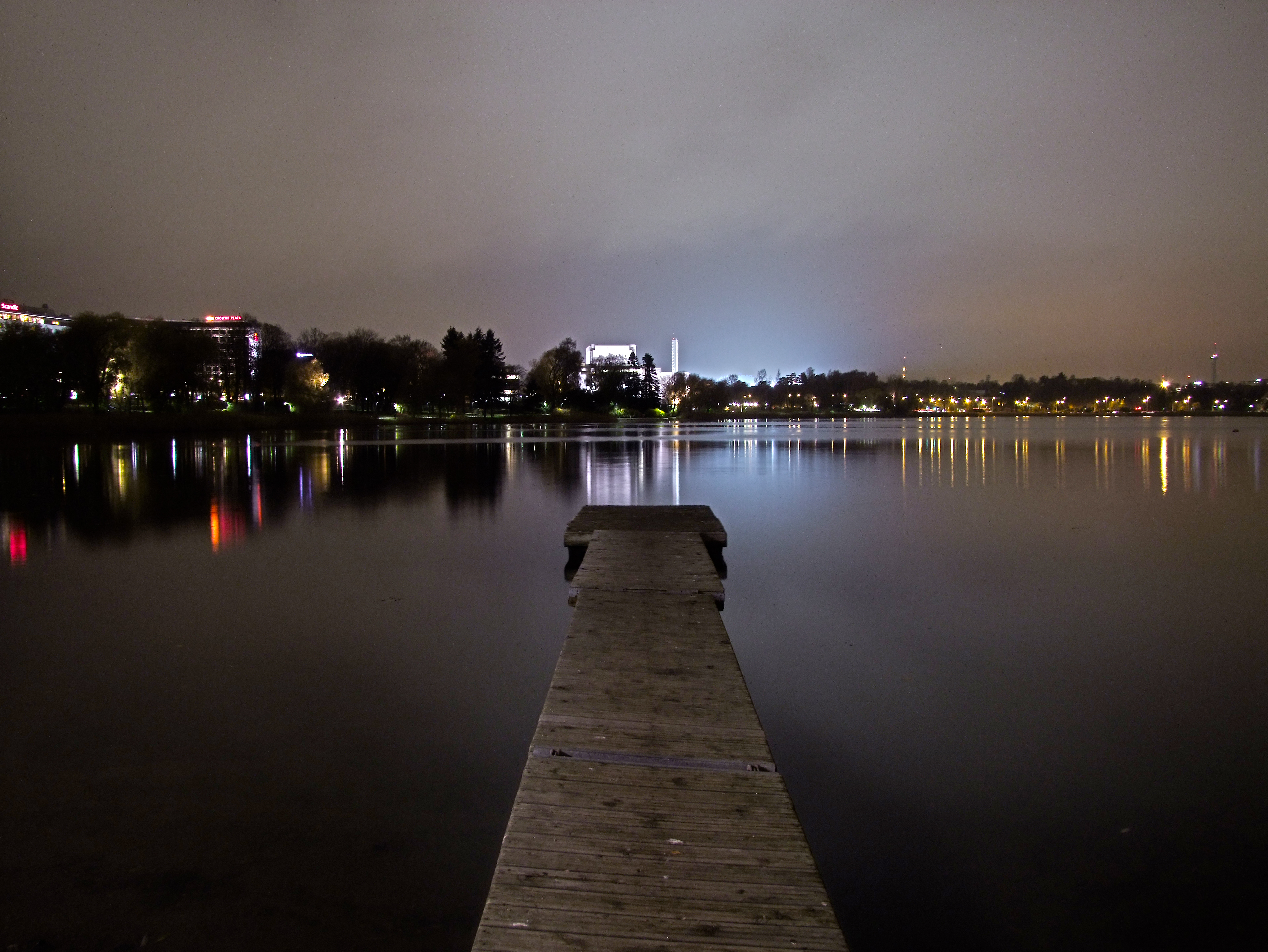
Töölönlahti la nuit.
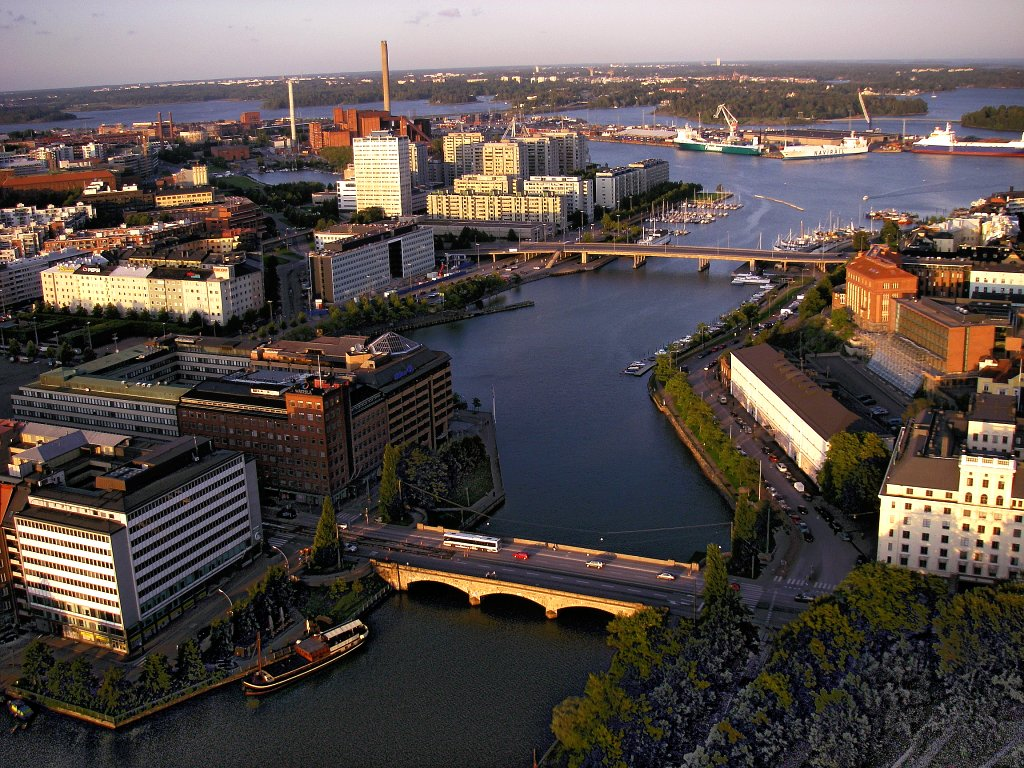
Kaisaniemenlahti.